# Взаимнокорреляционная функция
Взаимнокорреляционная функция — корреляционная функция двух различных сигналов.
Для непрерывных функций {\displaystyle f(t)} и {\displaystyle g(t)} взаимнокорреляционная функция определяется как:
{\displaystyle B(\tau )=(f\star g)(\tau ){\stackrel {\mathrm {def} }{=}}\int _{-\infty }^{\infty }f^{*}(t)\ g(t+\tau )\,dt=\int _{-\infty }^{\infty }f^{*}(t-\tau )\ g(t)\,dt,}
Для дискретных функций:
{\displaystyle (f\star g)_{i}\ {\stackrel {\mathrm {def} }{=}}\ \sum _{j}f_{j}^{*}\,g_{i+j}},
где {\displaystyle i} — сдвиг между последовательностями относительно друг друга, а верхний индекс в виде звёздочки означает комплексное сопряжение.
Если {\displaystyle X} и {\displaystyle Y} — две независимые случайные величины, имеющие плотности вероятности соответственно {\displaystyle f(x)} и {\displaystyle g(y)}, то плотность вероятности разности этих случайных величин {\displaystyle Y-X} равна взаимной корреляции функций {\displaystyle f} и {\displaystyle g}. При этом плотность вероятности суммы случайных величин {\displaystyle Y+X} равна свертке функций {\displaystyle f} и {\displaystyle g}.

## Свойства
Взаимная корреляция и свёртка взаимосвязаны:
{\displaystyle f(t)\star g(t)=f^{*}(-t)*g(t)}
поэтому, если функции {\displaystyle f} и {\displaystyle g} чётны, то
{\displaystyle (f\star g)=f*g}
Также: {\displaystyle (f\star g)\star (f\star g)=(f\star f)\star (g\star g)}
По аналогии с теоремой свёртки преобразование Фурье от взаимной корреляции равно:
{\displaystyle {\mathcal {F}}[f\star g]={\mathcal {F}}^{*}[f]\cdot {\mathcal {F}}[g],}
где {\displaystyle {\mathcal {F}}} означает преобразование Фурье. Данное свойство часто используется вместе с алгоритмами быстрого преобразования Фурье для эффективного вычисления величины взаимной корреляции.
Используется при обработке сигналов, например, для распознавания отраженного от объекта локационного сигнала (радаров, сонаров) в условиях помех. Также используется для анализа случайных процессов, например, в измерениях и статистике.